# شهرستان کرمان
شهرستان کرمان یکی از شهرستان‌های استان کرمان ایران است. مرکز این شهرستان، شهر کرمان است.

## موقعیت جغرافیایی
شهرستان کرمان از شمال شرقی با شهرستان‌های نهبندان، خوسف و طبس استان خراسان جنوبی، از شمال غربی با شهرستان‌های راور و زرند، از غرب با شهرستان رفسنجان، از جنوب غربی با شهرستان‌های بردسیر و رابر، از جنوب با شهرستان جیرفت، از جنوب شرقی با شهرستان بم و از شرق با شهرستان زاهدان استان سیستان و بلوچستان همسایه است.

## تقسیمات کشوری
شهرستان کرمان دارای ۶ بخش، ۱۶ دهستان و ۱۳ شهر به شرح زیر است:

### شهرستان کرمان
| بخش   | مرکز بخش | جمعیت بخش ۱۳۹۵ | نام دهستان     | مرکز دهستان    | جمعیت دهستان ۱۳۹۵ | شهر                             | جمعیت شهر ۱۳۹۵                             |
| ----- | -------- | -------------- | -------------- | -------------- | ----------------- | ------------------------------- | ------------------------------------------ |
| مرکزی | کرمان    | ۵۶۰٬۲۳۶ نفر    | اختیارآباد     | اختیارآباد     | ۲۵٬۴۰۷ نفر        | کرمان باغین اختیارآباد زنگی‌آباد | ۵۳۷٬۷۱۸ نفر ۱۰٬۴۰۷ نفر ۹٬۸۴۰ نفر ۸٬۵۶۸ نفر |
| مرکزی | کرمان    | ۵۶۰٬۲۳۶ نفر    | زنگی‌آباد       | زنگی‌آباد       | ۱۴٬۳۷۱ نفر        | کرمان باغین اختیارآباد زنگی‌آباد | ۵۳۷٬۷۱۸ نفر ۱۰٬۴۰۷ نفر ۹٬۸۴۰ نفر ۸٬۵۶۸ نفر |
| مرکزی | کرمان    | ۵۶۰٬۲۳۶ نفر    | درختنگان       | ده لولو        | ۱۲٬۶۶۲ نفر        | کرمان باغین اختیارآباد زنگی‌آباد | ۵۳۷٬۷۱۸ نفر ۱۰٬۴۰۷ نفر ۹٬۸۴۰ نفر ۸٬۵۶۸ نفر |
| مرکزی | کرمان    | ۵۶۰٬۲۳۶ نفر    | باغین          | باغین          | ۴٬۲۷۹ نفر         | کرمان باغین اختیارآباد زنگی‌آباد | ۵۳۷٬۷۱۸ نفر ۱۰٬۴۰۷ نفر ۹٬۸۴۰ نفر ۸٬۵۶۸ نفر |
| مرکزی | کرمان    | ۵۶۰٬۲۳۶ نفر    | سرآسیاب فرسنگی | سرآسیاب فرسنگی | ۱٬۹۳۵ نفر         | کرمان باغین اختیارآباد زنگی‌آباد | ۵۳۷٬۷۱۸ نفر ۱۰٬۴۰۷ نفر ۹٬۸۴۰ نفر ۸٬۵۶۸ نفر |
| ماهان | ماهان    | ۳۳٬۵۲۱ نفر     | ماهان          | لنگر           | ۴٬۰۰۸ نفر         | ماهان محی‌آباد جوپار             | ۱۹٬۴۲۳ نفر ۳٬۹۳۰ نفر ۳٬۶۰۷ نفر             |
| ماهان | ماهان    | ۳۳٬۵۲۱ نفر     | قناتغستان      | محی‌آباد        | ۲٬۵۵۳ نفر         | ماهان محی‌آباد جوپار             | ۱۹٬۴۲۳ نفر ۳٬۹۳۰ نفر ۳٬۶۰۷ نفر             |
| چترود | چترود    | ۳۱٬۱۸۳ نفر     | کویرات         | کاظم‌آباد       | ۱۳٬۲۱۶ نفر        | چترود کاظم‌آباد                  | ۵٬۸۶۰ نفر ۴٬۰۶۰ نفر                        |
| چترود | چترود    | ۳۱٬۱۸۳ نفر     | معزیه          | هوتک           | ۸٬۰۴۷ نفر         | چترود کاظم‌آباد                  | ۵٬۸۶۰ نفر ۴٬۰۶۰ نفر                        |
| شهداد | شهداد    | ۱۸٬۶۵۱ نفر     | تکاب           | استحکام        | ۵٬۸۹۰ نفر         | شهداد اندوهجرد                  | ۵٬۲۱۷ نفر ۴٬۰۴۱ نفر                        |
| شهداد | شهداد    | ۱۸٬۶۵۱ نفر     | سیرچ           | سیرچ           | ۲٬۱۹۰ نفر         | شهداد اندوهجرد                  | ۵٬۲۱۷ نفر ۴٬۰۴۱ نفر                        |
| شهداد | شهداد    | ۱۸٬۶۵۱ نفر     | اندوهجرد       | اندوهجرد       | ۱٬۳۱۳ نفر         | شهداد اندوهجرد                  | ۵٬۲۱۷ نفر ۴٬۰۴۱ نفر                        |
| راین  | راین     | ۱۵٬۶۷۲ نفر     | راین           | ده‌میرزا        | ۲٬۷۹۸ نفر         | راین                            | ۱۰٬۲۸۶ نفر                                 |
| راین  | راین     | ۱۵٬۶۷۲ نفر     | حسین‌آباد گروه  | گروه           | ۲٬۵۸۸ نفر         | راین                            | ۱۰٬۲۸۶ نفر                                 |
| گلباف | گلباف    | ۱۴٬۴۷۳ نفر     | جوشان          | جوشان          | ۲٬۹۵۶ نفر         | گلباف                           | ۹٬۲۰۵ نفر                                  |
| گلباف | گلباف    | ۱۴٬۴۷۳ نفر     | کشیت           | کشیت           | ۲٬۳۱۲ نفر         | گلباف                           | ۹٬۲۰۵ نفر                                  |

## جمعیت
بر پایه سرشماری عمومی نفوس و مسکن در سال ۱۳۹۵، جمعیت شهرستان کرمان برابر با ۷۳۸٬۷۲۴ نفر بوده است.